# (3737) Beckman
(3737) Beckman es un asteroide perteneciente al grupo de los asteroides que cruzan la órbita de Marte descubierto por Eleanor Francis Helin desde el observatorio del Monte Palomar, Estados Unidos, el 8 de agosto de 1983.

## Designación y nombre
Beckman se designó al principio como 1983 PA.
Más tarde, en 1989, fue nombrado en honor del químico e inventor estadounidense Arnold Orville Beckman (1900-2004).

## Características orbitales
Beckman está situado a una distancia media de 2,407 ua del Sol, pudiendo acercarse hasta 1,454 ua y alejarse hasta 3,361 ua. Su excentricidad es 0,3959 y la inclinación orbital 20,13 grados. Emplea 1364 días en completar una órbita alrededor del Sol.

## Características físicas
La magnitud absoluta de Beckman es 12,4 y el periodo de rotación de 3,124 horas. Está asignado al tipo espectral S de la clasificación SMASSII.